# Pluche et Ploche bureaucrates
Pour plus de détails, voir Fiche technique et Distribution.
Pluche et Ploche bureaucrates est un moyen métrage français réalisé en 1950 par Jean Loubignac.

## Fiche technique
- Réalisation et scénario : Jean Loubignac
- Adaptation et décor : Ded Rysel
- Photographie : René Colas
- Musique : Marceau Van Hoorebecke
- Son : Maurice Vareille
- Société de production : Optimax Films
- Format : Noir et blanc - 1,33:1 - 35 mm - Son mono
- Genre : moyen métrage comique
- Durée : 44 minutes

## Distribution
- Ded Rysel : Pluche, employé aux écritures dans une perception
- René Lacourt : Ploche, son collègue
- Charles Lemontier : le chef de bureau